# Supermarket Mania
Supermarket Mania est un jeu vidéo de time management développé et édité par G5 Entertainment, sorti en 2008 sur Windows.
Il a pour suite Supermarket Mania 2.

## Accueil
- Metacritic : DS: 67/100[1], PSP: 66/100[2]
- Gamezebo : [3]
- Pocket Gamer : [4]
- IGN : 7/10[5]